# Suzanne Crémieux
Pour les articles homonymes, voir Crémieux.
Suzanne Crémieux, née le 29 juin 1895 dans le 8e arrondissement de Paris où elle est morte le 11 juillet 1976, est une femme politique française. Elle est sénatrice du Gard de 1948 à 1955 puis de 1959 à 1976.

## Biographie
Fille de Fernand Crémieux, député, puis sénateur radical du Gard, et de Soltana Aghion, Suzanne Crémieux naît à Paris le 29 juin 1895. Elle passe son enfance dans le Gard. Elle entame ses études à Remoulins et les poursuit à Paris, aux cours Knoertzer. 
En 1916, elle épouse Robert Schreiber, capitaine pilote, dont elle est la marraine de guerre. Suzanne et Robert Schreiber ont trois enfants, Jean-Claude, Marie-Claire et Marie-Geneviève. Ils divorcent peu avant le début de la Seconde Guerre mondiale. 
Suzanne Schreiber, fidèle aux idées de son père, adhère au Parti radical-socialiste en 1924, membre du comité directeur de ce parti en 1928. Elle milite pour le droit de vote des femmes au sein de l'Union française pour le suffrage des femmes. Dans les années 1930, Suzanne Schreiber est déléguée auprès de la Société des Nations. En 1938, elle entre au cabinet de Marc Rucart, ministre de la Santé. Lors de la déclaration de guerre de 1939, elle est chargée, à ce titre, de l'évacuation des enfants de la région parisienne. En juin 1940, avec d'autres membres de l'ancien gouvernement, Suzanne et sa famille embarquent pour le Maroc à bord du Massilia. Mais elle y reste peu de temps et s'empresse de regagner la France.
À la Libération, Suzanne Crémieux revient à la politique. Les nouvelles lois sur le droit de vote et l'éligibilité des femmes lui permettent de succéder à son père et d'être élue sénatrice du Gard, fonction qu'elle occupe de 1948 à 1955 puis de 1959 à 1976.
Le 3 janvier 1974, elle préside la première séance du conseil régional du Languedoc-Roussillon en tant que doyenne d'âge, avant de laisser la place au président élu, Francis Vals.
Elle meurt le 11 juillet 1976. Maurice Fontaine la remplace au Sénat.

## Distinctions
- Chevalier de la Légion d'honneur
- Commandeur de l'ordre de la Santé publique
- Médaille d'honneur des épidémies (vermeil)
- Médaille de l'Académie de médecine
- Dame de l'Empire britannique, juin 1972[3]